# Gemeenten van Liechtenstein

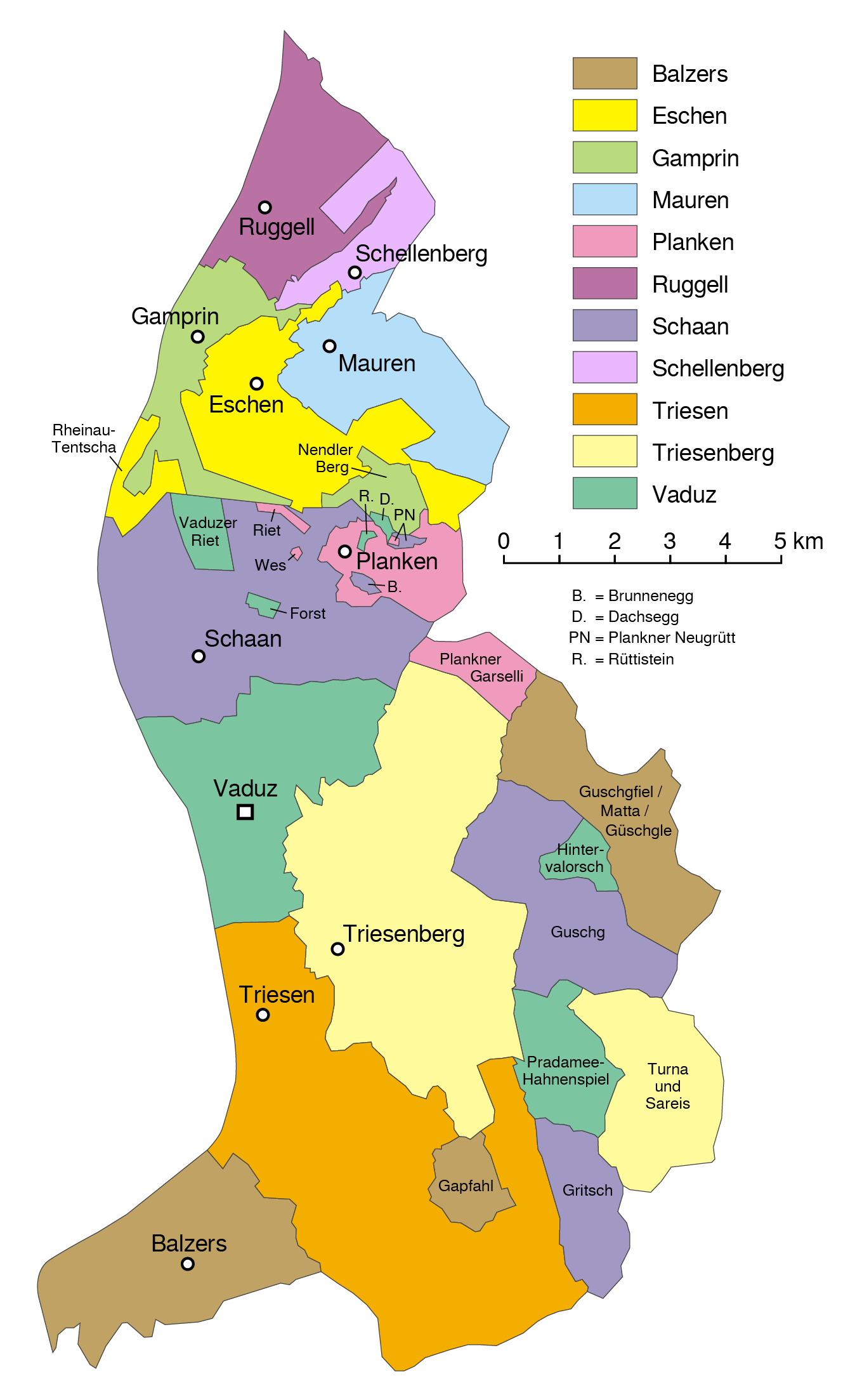
Gemeenten van Liechtenstein

Liechtenstein telt elf gemeenten (Gemeinden - enkelvoud Gemeinde), die meestal uit één plaats of dorp bestaan.
Het Vorstendom Liechtenstein is daarnaast verdeeld in twee kiesdistricten. Vijf gemeenten behoren tot het kiesdistrict Unterland (die gemeenten die historisch deel waren van de heerlijkheid Schellenberg), de overige zes gemeenten tot het kiesdistrict Oberland (historisch, het grondgebied van het graafschap Vaduz). Schellenberg en Vaduz waren vroeger keizerlijke heerlijkheden (de heerlijkheid Schellenberg werd verworven door de vorsten van Liechtenstein in 1699 en het graafschap Vaduz in 1712), en in de jaren 1930 werden Unterland en Oberland administratieve districten. Vanuit Oberland worden 15 volksvertegenwoordigers aangeduid, vanuit Unterland 10.

## Lijst van gemeenten
De gemeenten met de daartoe behorende plaatsen zijn:
| Wapenschild            | Naam          | Bevolking (30 juni, 2000) | Bevolking (30 juni, 2020) | Oppervlakte (km2) | Postcode | Dorpen, woonkernen                                                               |
| ---------------------- | ------------- | ------------------------- | ------------------------- | ----------------- | -------- | -------------------------------------------------------------------------------- |
| Kiesdistrict Unterland |               |                           |                           |                   |          |                                                                                  |
| Ruggell                | Ruggell       | 1.707                     | 2.354                     | 7,4               | 9491     | Ruggell                                                                          |
| Schellenberg           | Schellenberg  | 992                       | 1.119                     | 3,5               | 9488     | Schellenberg                                                                     |
| Gamprin                | Gamprin       | 1.176                     | 1.687                     | 6,1               | 9487     | Gamprin Bendern                                                                  |
| Eschen                 | Eschen        | 3.718                     | 4.509                     | 10,3              | 9492     | Eschen Nendeln                                                                   |
| Mauren                 | Mauren        | 3.264                     | 4.395                     | 7,5               | 9493     | Mauren Schaanwald                                                                |
| Kiesdistrict Oberland  |               |                           |                           |                   |          |                                                                                  |
| Schaan                 | Schaan        | 5.365                     | 6.027                     | 26,8              | 9494     | Schaan                                                                           |
| Planken                | Planken       | 367                       | 479                       | 5,3               | 9498     | Planken                                                                          |
| Vaduz                  | Vaduz         | 4.974                     | 5.701                     | 17,3              | 9490     | Vaduz Ebenholz, Mühleholz                                                        |
| Triesenberg            | Triesenberg   | 2.531                     | 2.642                     | 29,8              | 9497     | Triesenberg Gaflei, Malbun, Masescha, Rotenboden, Silum, Steg, Sücka, Wangerberg |
| Triesen                | Triesen       | 4.349                     | 5.316                     | 26,4              | 9495     | Triesen                                                                          |
| Balzers                | Balzers       | 4.230                     | 4.667                     | 19,6              | 9496     | Balzers Mäls                                                                     |
| Liechtenstein          | Liechtenstein | 32.673                    | 38.896                    | 160,0             |          |                                                                                  |

## Exclaves en enclaves
Zoals op de kaart te zien is, hebben de meeste gemeenten ondanks hun kleine oppervlak complexe vormen; enclaves en exclaves komen relatief veel voor. Zeven gemeenten hebben één of meerdere exclaves; gebieden die niet met het grootste deel van de gemeente verbonden zijn:
- Balzers: 2 exclaves;
- Eschen: 2 exclaves;
- Gamprin: 1 exclave;
- Planken: 3 exclaves, 1 enclave;
- Schaan: 4 exclaves, 2 enclaves;
- Triesenberg: 1 exclave (rond het plaatsje Malbun);
- Vaduz: 5 exclaves.

## Kiesdistricten
Liechtenstein bestaat uit twee kiesdistricten: vijf gemeenten vallen onder het Unterland (Schellenberg) en de andere zes onder het Oberland (Vaduz). De kiesdistricten hebben bij verkiezingen echter geen rol meer, maar de districten kunnen gezien worden als historische mini-regio's.